# Mälarpirater (bok)
Mälarpirater är en av Sigfrid Siwertz mest kända böcker, och gavs ut första gången 1911. Boken handlar om tre unga pojkar, Erik, Fabian och Georg, som under sommarlovet "lånar" en segelbåt och ger sig ut på äventyr på Mälaren.

## Filmatiseringar
Boken har filmats flera gånger: 1923 i regi av Gustaf Molander, 1959 i regi av Per G. Holmgren och 1987 i regi av Allan Edwall.

## Fortsättning
I Siwertz roman Saltsjöpirater från 1931 förekommer Erik, Fabian och Georg åter igen, nu som vuxna män.